# Андрусиев

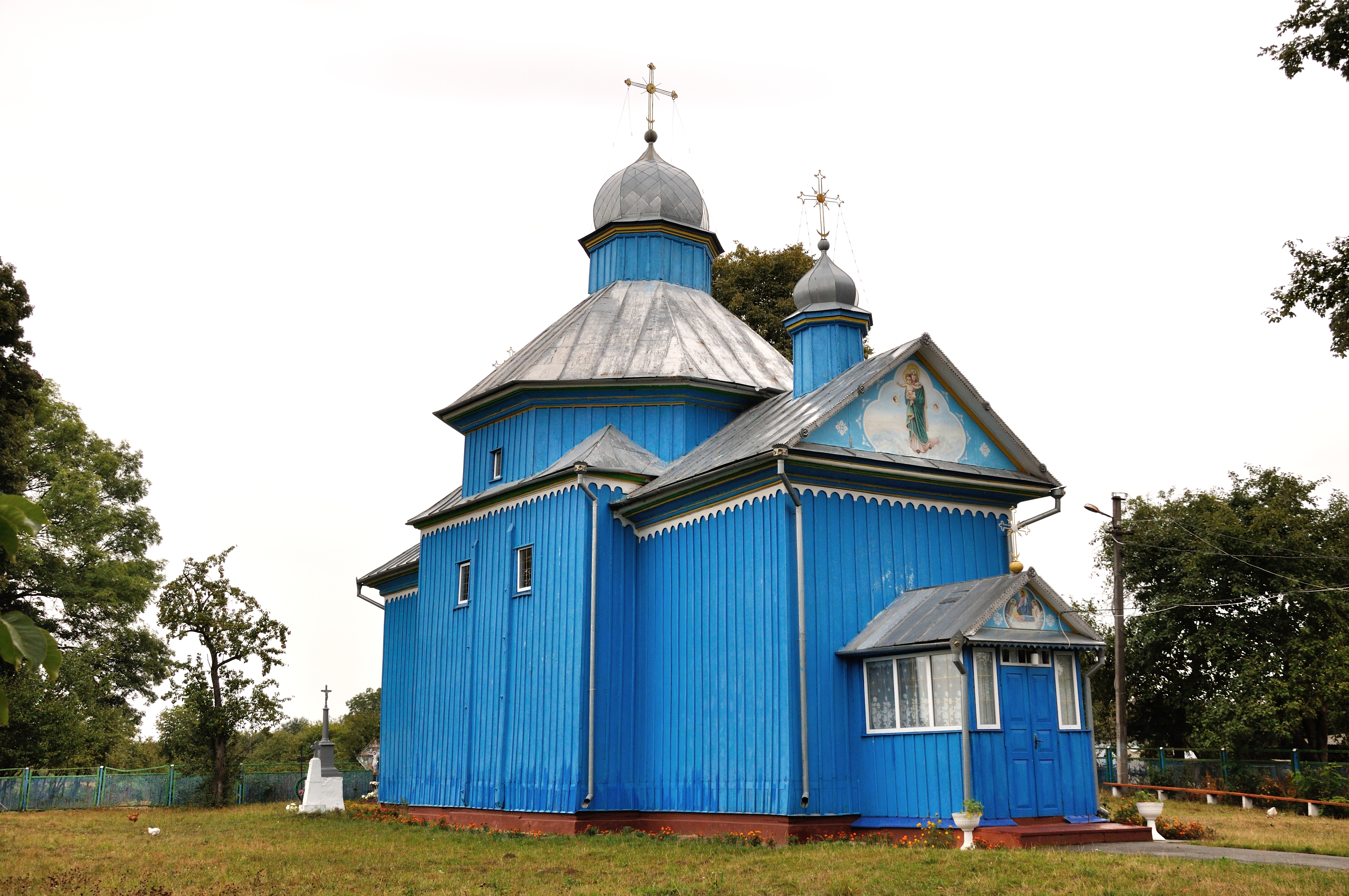
Успенская церковь

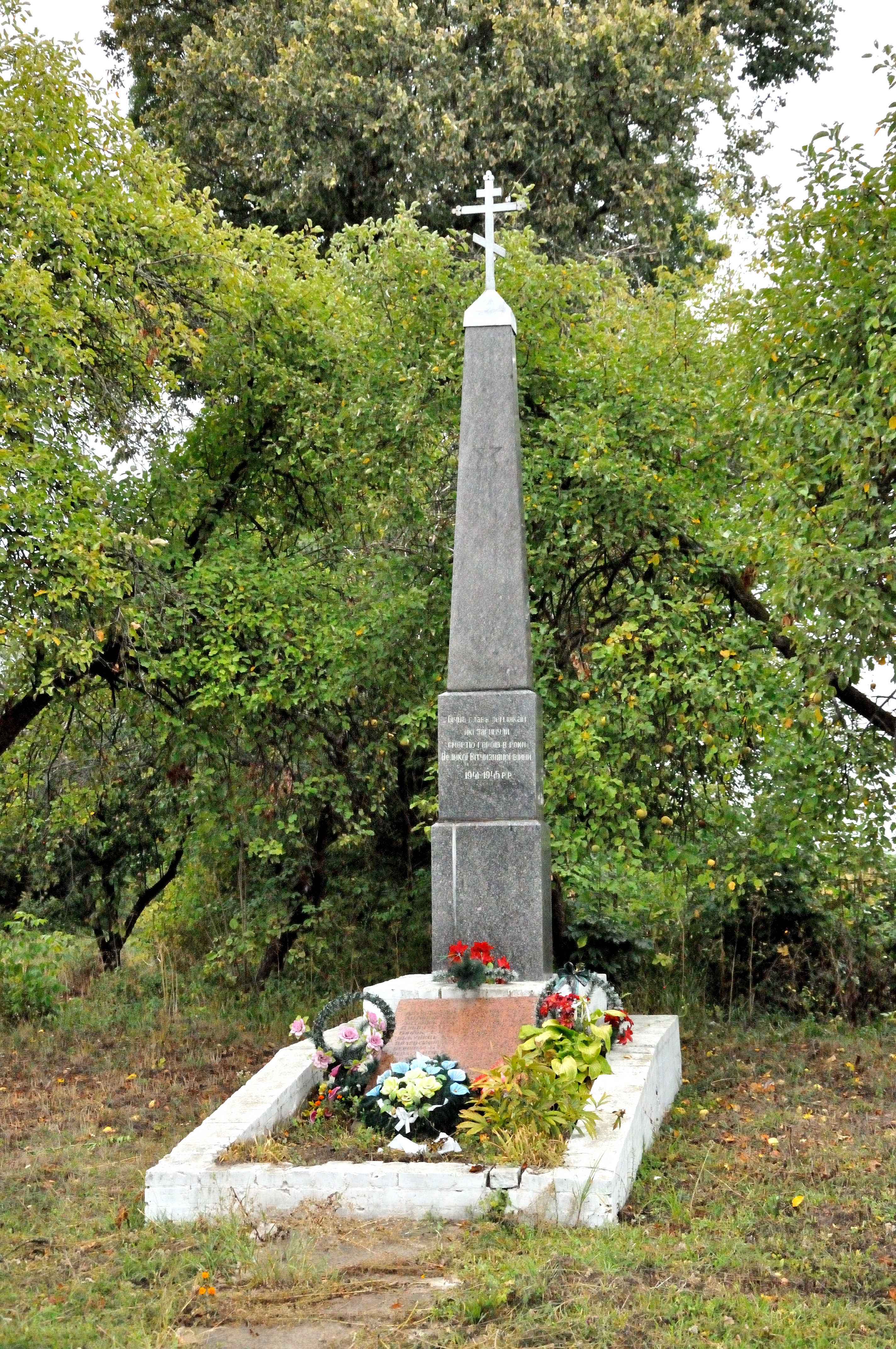
Памятник воинам-односельчанам, погибшим в Великой Отечественной войне

Андрусиев (укр. Андрусіїв) — село, входит в Гощанскую поселковую общину Ровненского района Ровненской области Украины.
Население по переписи 2001 года составляло 351 человек. Почтовый индекс — 35421. Телефонный код — 3650. Код КОАТУУ — 5621284402.